# صحبت لاری
محمدباقر صحبت لاری (حدود ۱۱۶۲ ه‍.ق – ۱۲۵۱ ه‍.ق) شاعر متخلص به صحبت بود که در شیراز ادبیات و فقه آموخت و به بیرم بازگشت و به امامت جماعت و تألیف رسائل پرداخت. مورد لطف فتحعلی‌شاه قاجار و حکام وقت فارس بود. در اواخر عمر نابینا شد. مجموعهٔ اشعارش را حدود ۸۰۰۰ تا ۳۰٬۰۰۰ بیت نوشته اند و دیوانی از او به چاپ رسیده‌است.